# 44
Het jaar 44 is het 44e jaar in de 1e eeuw volgens de christelijke jaartelling.

## Gebeurtenissen

### Italië
- Keizer Claudius keert zegevierend terug van zijn veldtocht in Britannia en houdt in Rome een triomftocht. In de parade worden Britse stamhoofden als gevangenen meegevoerd.
- Titus Flavius Vespasianus wordt door de Senaat vereerd met onderscheidingstekens en ontvangt de eretitel triomfator voor zijn heldhaftig gedrag in de verovering van Britannia.

### Numidië
- Mauretania wordt door Claudius ingelijfd bij het Romeinse Keizerrijk, hij verdeelt het koninkrijk in twee provinciae Mauretania Caesariensis en Mauretania Tingitana.
- De Romeinen veroveren de havenstad Ceuta, aan de Noord-Afrikaanse kust in de Straat van Gibraltar.

### Palestina
- Herodes Agrippa I overlijdt, Cuspius Fadus wordt benoemd tot procurator over Judea. Hij grijpt in in een grensconflict bij Philadelphia.

## Overleden
- Herodes Agrippa I (54), koning van Judea
- Jakobus de Meerdere